# Del socialismo utópico al socialismo científico
Del socialismo utópico al socialismo científico o Socialismo utópico y socialismo científico (original en francés: Socialisme utopique et Socialisme scientifique; en alemán: Die Entwicklung des Sozialismus von der Utopie zur Wissenschaft) es un breve libro publicado por primera vez en 1880 por el socialista alemán Friedrich Engels. La obra se extrajo principalmente de un trabajo polémico más largo publicado en 1876, titulando Anti-Dühring. Primero apareció en el idioma francés en 1880 como Socialisme utopique et Socialisme scientifique traducido por Paul Lafargue. El título inglés Socialism: Utopian and Scientific fue adoptado para la primera edición inglesa, el décimo idioma en el que apareció el libro. Pensado como una popularización de las ideas marxistas para los lectores de la clase trabajadora, el libro fue una de las publicaciones fundamentales del movimiento socialista internacional a fines del siglo XIX y principios del XX, vendiendo decenas de miles de copias. 
El libro explica las diferencias entre el socialismo utópico y el socialismo científico, que el marxismo considera encarnar. Mientras que el socialismo utópico es idealista, refleja las opiniones personales de los autores y afirma que la sociedad puede adaptarse en función de estas opiniones, el socialismo científico se deriva de la realidad. Se centra en la concepción materialista de la historia, que se basa en un análisis sobre la historia, y concluye que el comunismo sigue naturalmente al capitalismo. 

## Trasfondo

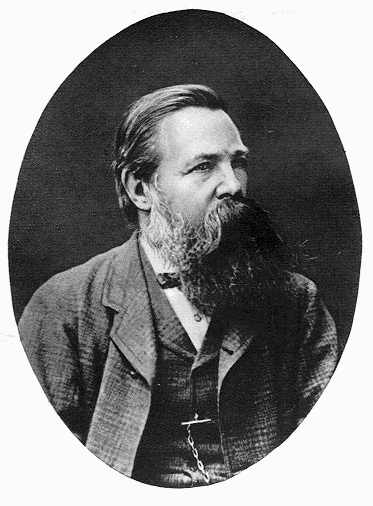
Friedrich Engels.

A lo largo de la década de 1860, Karl Marx, amigo personal cercano y socio político de Friedrich Engels, se dedicó al estudio de la economía y culminó con la publicación del primer volumen de El capital en 1867. El largo y pesado volumen de Marx fue extremadamente difícil para el lector promedio, lo que llevó a Engels a sugerirle a Marx en una carta del 16 de septiembre de 1868 que se necesitaba con urgencia una versión popular corta de El capital para una audiencia de clase trabajadora. «Si no está escrito, algún "Moisés" u otro vendrá y lo hará y lo arruinará», advirtió Engels.

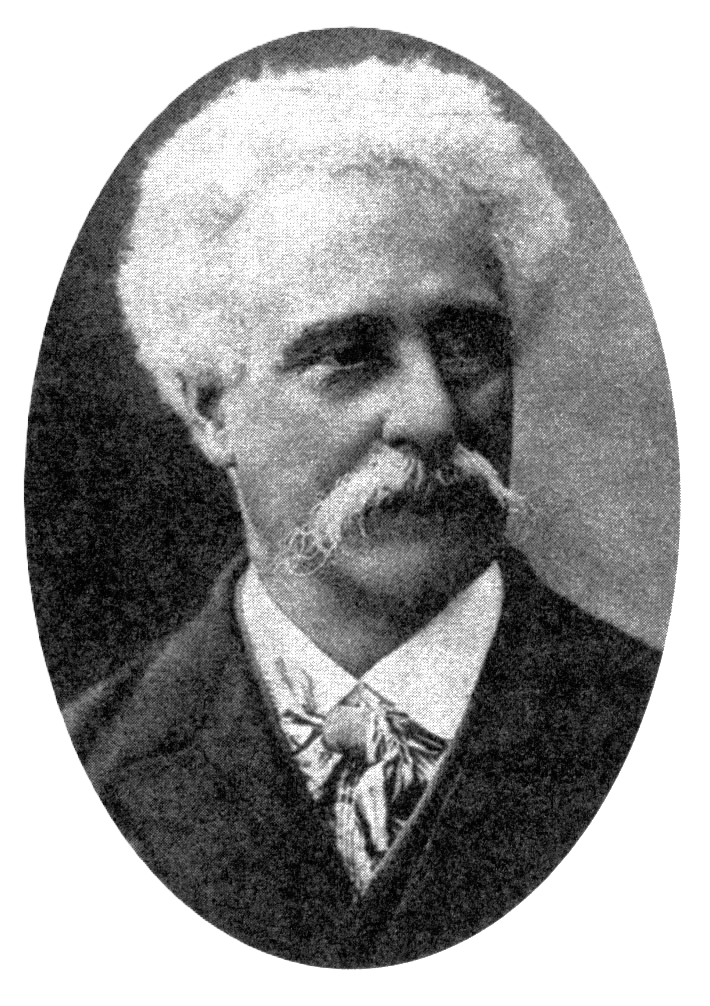
Paul Lafargue.

Marx estuvo de acuerdo con la evaluación de Engels, sugiriendo que «sería muy bueno que tú mismo escribieras un pequeño folleto explicativo popular». Engels preparó un breve resumen de los puntos centrales de Das Kapital, pero el folleto nunca fue publicado. Sin embargo, la necesidad de popularización de la prosa frecuentemente turbia de Marx se mantuvo, una necesidad finalmente abordada por Engels con la publicación del breve trabajo Del socialismo utópico al socialismo científico más de una década después.
En lugar de una obra completamente nueva, Del socialismo utópico al socialismo científico fue un extracto de una obra polémica más grande escrita en 1876, Umwälzung der Wissenschaft de Herrn Eugen Dühring (La revolución de la ciencia del Sr. Eugen Dühring), comúnmente conocida como Anti-Dühring.  Tres capítulos fueron seleccionados y arreglados por Engels y traducidos al francés por Paul Lafargue.
El folleto resultante se publicó finalmente en París en 1880 como Socialisme utopique et Socialisme scientifique (Socialismo utópico y socialismo científico). Esta traducción al francés proporcionó la fuente de múltiples versiones en otros idiomas, incluidas las ediciones en polaco y español.

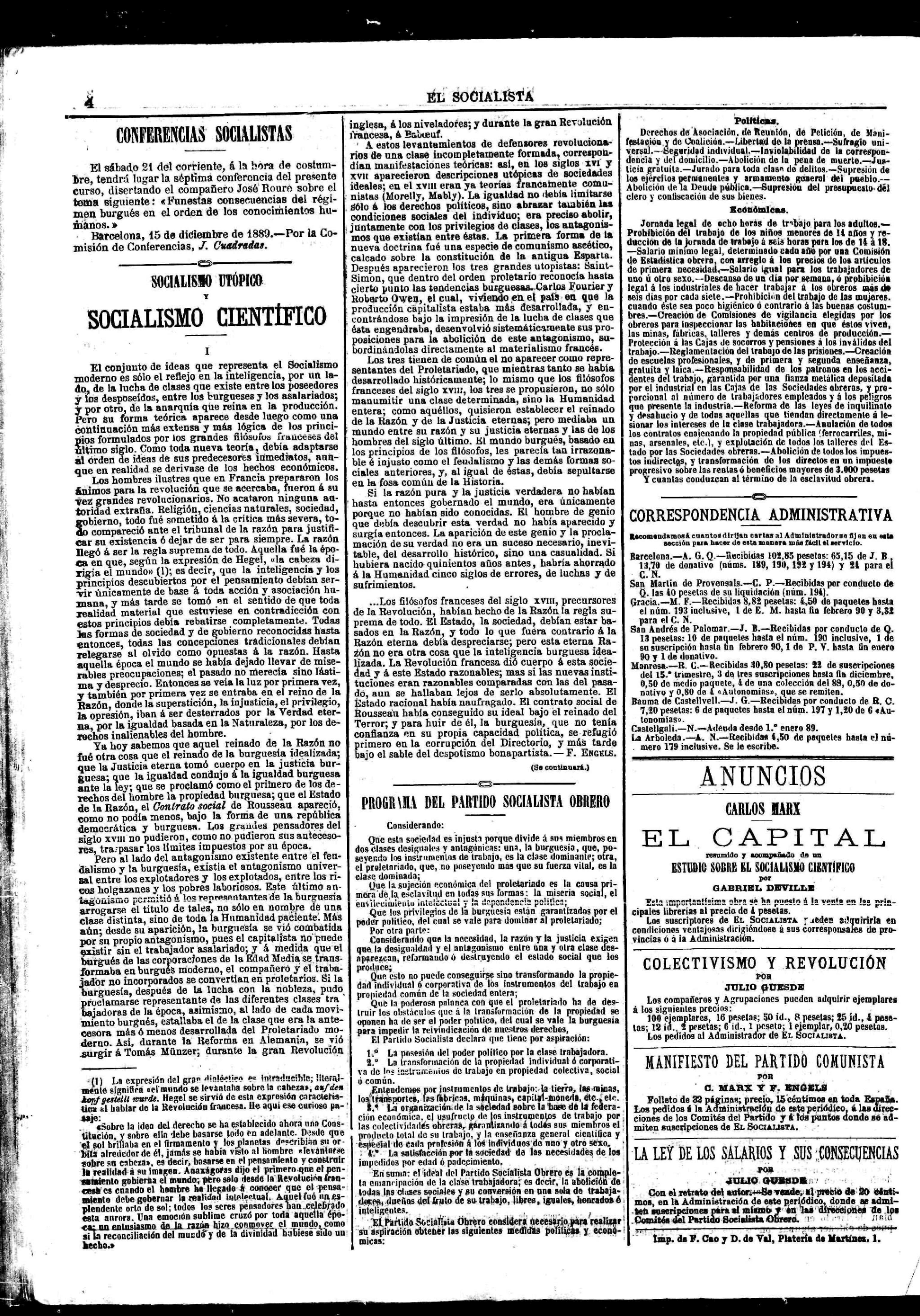
El Socialista N° 198 (1889). Contiene el primer fascículo de la obra de "Socialismo utópico y socialismo científico" de Engels.

Destacan las traducciones de Antonio Atienza y Medrano para la editorial de Ricardo Fé (1896) y para el periódico El Socialista en (1889-1890). Fue un texto que "ha contribuido fuertemente a la formación de una lectura del marxismo en España".
El folleto finalmente se publicó en el alemán original en 1883. La edición alemana proporcionó la fuente para traducciones adicionales en italiano, ruso, danés, holandés y rumano. El lanzamiento tardío de una edición en inglés en 1892 por Swan Sonnenschein & Co. marcó así el décimo idioma al que se había traducido el libro.
La primera edición estadounidense de la obra fue publicada por el Partido Socialista Laborista de América (Socialist Labor Party of America) en 1895 como parte de su "People's Library", con una nueva traducción de Daniel De León. De León empleó un nuevo título, Desarrollo del socialismo de la utopía a la ciencia. Esta edición se reeditó por primera vez en febrero de 1900 y se volvió a emitir en varias fechas posteriores. 
La primera edición estadounidense de la traducción autorizada por Edward Aveling fue publicada en 1900 por Charles H. Kerr & Co. Según Kerr, su firma vendió "no menos de 30,000" copias del libro entre su primer lanzamiento y una nueva reedición en junio de 1908.
El Grupo para la Emancipación del Trabajo lo tradujo al ruso y lo divulgó clandestinamente en Rusia. Se publicó oficialmente allí en 1902 con un prólogo de Gueorgui Plejánov.
"No estoy al tanto de que cualquier otra obra socialista, ni siquiera nuestro Manifiesto comunista de 1848 o El capital de Marx, haya sido traducida tan a menudo", señaló orgullosamente Engels en el momento del lanzamiento de la edición inglesa de 1892.

## Resumen

### Prólogo
En 1892 Engels explica en un prólogo que este texto formaba parte de una serie de tres capítulos de su obra Anti-Dühring que formó a modo de panfleto a petición de Paul Lafargue. Empieza con la historia del pensamiento materialista. Dice: "Esta obra defiende lo que nosotros llamamos el «materialismo histórico», y en los oídos de la inmensa mayoría de los lectores británicos la palabra materialismo es una palabra muy malsonante [...] Y sin embargo, la patria primitiva de todo el materialismo moderno, a partir del siglo XVII, es Inglaterra". Engels retoma el materialismo al pensamiento de filósofos como Duns Escoto, Francis Bacon, Thomas Hobbes y John Locke. Critica ferozmente el deísmo como "un modo cómodo y fácil de deshacerse de la religión" y el agnosticismo neokantiano que "in abstracto reconoce la posibilidad del espiritualismo, in concreto no quiere saber nada de él", siendo así materialista en práctica. 
A continuación, expone la historia de la burguesía. Explica que durante la Edad Media empezó a surgir la industria artesana, la manufactura y la moderna industria; lo que permitió el libre desarrollo de la clase media, la burguesía, haciéndola incompatible con el feudalismo. De ello surge la Reforma protestante, siendo el dogma calvinista de la predestinación "la expresión religiosa del hecho de que en el mundo comercial, en el mundo de la competencia, el éxito o la bancarrota no depende de la actividad o de la aptitud del individuo, sino de circunstancias independientes de él". Fueron las revoluciones burguesas europeas (la «Revolución Gloriosa» en Inglaterra y la Revolución francesa) cuando la burguesía empieza a volverse la clase dominante, pero con ello empezó a surgir el pensamiento intelectual materialista que "hería los píos sentimientos de la clase media". Fue la Revolución francesa "la primera que se despojó totalmente del manto religioso" y "llevó realmente la batalla hasta la destrucción de uno de los dos combatientes, la aristocracia, y el triunfo completo del otro, la burguesía." Mientras tanto en Inglaterra comenzaba una revolución industrial, que desplazó la aristocracia terrateniente y dio a la burguesía una posición fuerte y reconocida en el parlamento.
Pero con el alzamiento de la burguesía "se presentó en escena el nuevo rival: la clase obrera" en el movimiento cartista y las revoluciones de 1848, cuyas exigencias "fueron haciéndose irresistibles". Por ello, la burguesía empezó a "tener al pueblo a raya mediante recursos morales", volviendo a usar la religión y a la tradición en su favor. "Sin embargo", dice Engels, "me temo mucho que ni la estupidez religiosa del burgués británico ni la conversión post festum del burgués continental, consigan poner un dique a la creciente marea proletaria". Engels termina diciendo que para asegurar el triunfo de una revolución proletaria se debe asegurar "la cooperación, por lo menos, de Inglaterra, Francia y Alemania. En estos dos últimos países, el movimiento obrero le lleva un buen trecho de delantera al de Inglaterra. En Alemania, se halla incluso a una distancia ya mesurable del triunfo".

### Capítulo 1

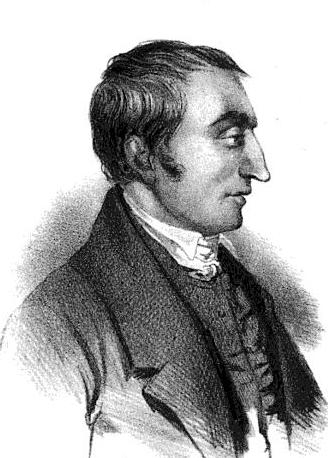
Henri de Saint-Simon.

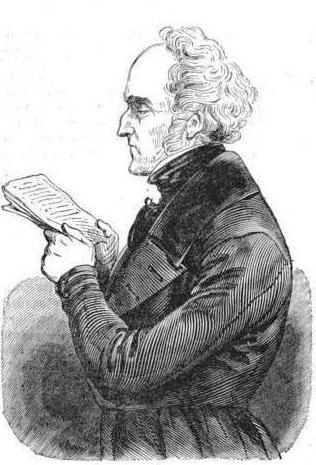
Charles Fourier.

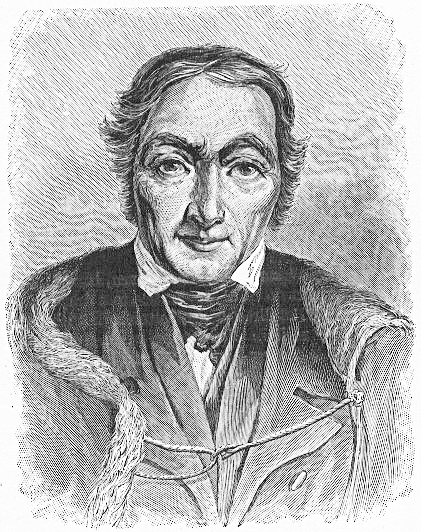
Robert Owen.

"El socialismo moderno es, en primer término, por su contenido, fruto del reflejo en la inteligencia, por un lado, de los antagonismos de clase que imperan en la moderna sociedad entre poseedores y desposeídos, capitalistas y obreros asalariados, y, por otro lado, de la anarquía que reina en la producción". Engels comienza el libro haciendo una crónica del pensamiento socialista. Primero la burguesía en sus luchas contra la nobleza se apropió el derecho de representar los intereses de las clases trabajadoras. "Tal fue en la época de la Reforma y de las guerras campesinas en Alemania la tendencia de los anabaptistas y de Tomás Münzer; en la Gran Revolución inglesa, los «levellers», y en la Gran Revolución francesa, Babeuf." A partir de entonces empezaron a surgir descripciones utópicas de un régimen ideal de la sociedad. Fueron los pensadores ilustrados los originarios de las teorías políticas revolucionarias, pero estos pensadores que pretendían instaurar un Estado racional no podían "romper las fronteras que su propia época les trazaba", por lo que  "El contrato social de Rousseau venía a tomar cuerpo en la época del terror, y la burguesía, perdida la fe en su propia habilidad política". De aquí surgieron tres pensadores socialistas utópicos que "pusieron de relieve el desengaño y que surgieron en los primeros años del siglo XIX". Estos son Saint-Simon, Charles Fourier y Robert Owen. A continuación, Engels expone el pensamiento de cada uno de ellos. 
De origen noble, Saint-Simon fue "hijo de la Revolución francesa". Vio que "el antagonismo entre el tercer estado y los estamentos privilegiados de la sociedad tomó la forma de un antagonismo entre «obreros» y «ociosos»". Los primeros son los antiguos privilegiados y los segundos todo tipo de trabajador, incluso burgués. Aun así, Saint-Simon se preocupó en primer término de la «la clase más numerosa y más pobre» de la sociedad. Proclamó un gobierno de industriales donde termine "el gobierno político sobre los hombres" y se transforme en "administración de las cosas", que no es sino la idea de la «abolición del Estado».
Fourier presenta la crítica ingeniosa de las condiciones sociales existentes. Fourier "pone al desnudo despiadadamente la miseria material y moral del mundo burgués" con sátira. Criticó la forma de las relaciones entre los sexos y proclama la emancipación de la mujer como una emancipación general. Fourier concibió la historia en cuatro fases: el salvajismo, el patriarcado, la barbarie y la civilización, y demuestra que el «orden civilizado eleva a una forma compleja, ambigua, equívoca e hipócrita todos aquellos vicios que la barbarie practicaba en medio de la mayor sencillez». La civilización se mueve en un «círculo vicioso», en un ciclo de contradicciones dialéctico, como que «en la civilización la pobreza brota de la misma abundancia».
Desde la revolución industrial en Inglaterra surge Robert Owen, industrial de gran fábrica de hilados de algodón de New Lanark, Escocia. El trato de los obreros era más digno que en la competencia, pero para Owen: «Aquellos hombres eran mis esclavos». Owen criticó la explotación del proletariado, cuyas ganancias debían pertenecerles por ser frutos de su trabajo. "Las nuevas y gigantescas fuerzas productivas, que hasta allí sólo habían servido para que se enriqueciesen unos cuantos y para la esclavización de las masas, echaban, según Owen, las bases para una reconstrucción social y estaban llamadas a trabajar solamente, como propiedad colectiva de todos, para el bienestar colectivo". Así es "como surgió el comunismo oweniano" como "un sistema de colonias comunistas para combatir la miseria". Solo tres grandes obstáculos se alzaban en el camino de la reforma social: la propiedad privada, la religión y el matrimonio. Owen presidió el primer congreso en que las tradeuniones de toda Inglaterra se fusionaron en una gran organización sindical única y la creación de cooperativas de consumo y de producción, anticipando a los Bancos proudhonianos.
Para estos pensadores el socialismo es "la expresión de la verdad absoluta, de la razón y de la justicia, y basta con descubrirlo para que por su propia virtud conquiste el mundo", pero como "la verdad absoluta, la razón y la justicia varían con los fundadores de cada escuela [...] era inevitable que surgiese una especie de socialismo ecléctico y mediocre". Es por ello para Engels que el socialismo se transforme en una ciencia.

### Capítulo 2

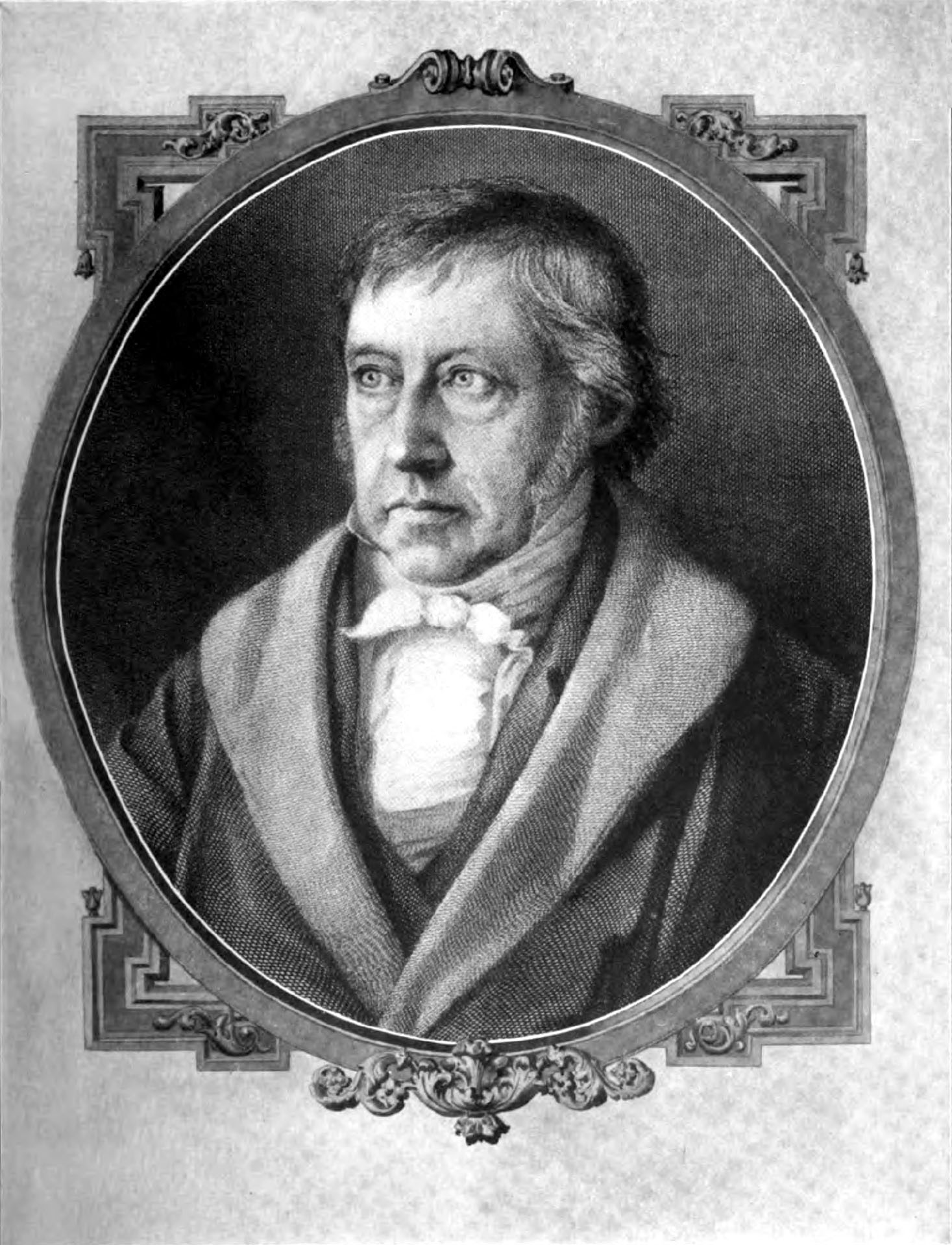
Hegel.

En el segundo capítulo, Engels resume la dialéctica desde el pensamiento de los antiguos griegos hasta Hegel. "El principal mérito de esta filosofía es la restitución de la dialéctica, como forma suprema del pensamiento". Engels comienza con la concepción de la dialéctica en Heráclito, donde "todo es y no es, pues todo fluye, todo se halla sujeto a un proceso constante de transformación"; pero esta visión no basta para explicar los fenómenos aislados. "Tal es la misión primordial de las ciencias naturales y de la historia", desarrolladas por los griegos alejandrinos y los árabes medievales. Pero este método de investigación científica que estudia la naturaleza en su dinámica, sino estáticamente, lleva a lo que Engels denomina "método metafísico de pensamiento" con Francis Bacon y John Locke. Así, "las cosas y sus imágenes en el pensamiento, los conceptos, son objetos de investigación aislados, fijos, rígidos". Esta posición parece de "sentido común" pero Engels advierte que cuanto más se estudia un objeto detenidamente más se complica esta visión, donde "los dos polos de una antítesis, el positivo y el negativo, son tan inseparables como antitéticos el uno del otro y que, pese a todo su antagonismo, se penetran recíprocamente". Luego, la "naturaleza es la piedra de toque de la dialéctica". Engels pone de ejemplo Charles Darwin, quien "ha asestado a la concepción metafísica de la naturaleza el más rudo golpe" al demostrar que con su teoría de la evolución toda la naturaleza orgánica existente "es producto de un proceso de desarrollo que dura millones de años".
Fue en la filosofía alemana moderna con Immanuel Kant cuando se llega a una concepción del Universo, de su desarrollo y del desarrollo de la humanidad. Pero no fue hasta Hegel que la filosofía alemana encontró su remate en su sistema de, cuyo mérito fue concebir "toda la naturaleza, de la historia y del espíritu como un proceso, es decir, en constante movimiento, cambio, transformación y desarrollo". Este proceso es regido por "leyes internas que guían todo aquello que a primera vista pudiera creerse obra del ciego azar". Pero Hegel fue idealista, donde los objetos y fenómenos de la realidad son proyecciones realizadas de la «Idea», lo cual según Engels es "incompatible con las leyes fundamentales del pensamiento dialéctico; lo cual no excluye, sino que, lejos de ello, implica que el conocimiento sistemático del mundo exterior en su totalidad pueda progresar gigantescamente de generación en generación". La interpretación de Hegel de la historia también era idealista, la cual "no conocía luchas de clases basadas en intereses materiales".
Esto lleva al materialismo moderno que al contrario con el mecanicismo metafísico de Descartes y Newton, donde "todo permanente e invariable", es dialéctico. "Todo lo que queda en pie de la anterior filosofía, con existencia propia, es la teoría del pensar y de sus leyes: la lógica formal y la dialéctica. Lo demás se disuelve en la ciencia positiva de la naturaleza y de la historia". La vieja concepción idealista de la historia queda reemplazada por "una concepción materialista de la historia, con lo que se abría el camino para explicar la conciencia del hombre por su existencia, y no ésta por su conciencia, que hasta entonces era lo tradicional". El socialismo utópico "criticaba el modo capitalista de producción existente y sus consecuencias, pero no acertaba a explicarlo, ni podía, por tanto, destruirlo ideológicamente" porque su concepción fue mecanicista e idealista, por ello "no se le alcanzaba más que repudiarlo, lisa y llanamente, como malo". No fue hasta que Marx que se desarrolla un socialismo científico y expone el modo capitalista de producción como una "determinada época de la historia, demostrando con ello también la necesidad de su caída" mediante "la concepción materialista de la historia y la revelación del secreto de la producción capitalista, mediante la plusvalía".

### Capítulo 3

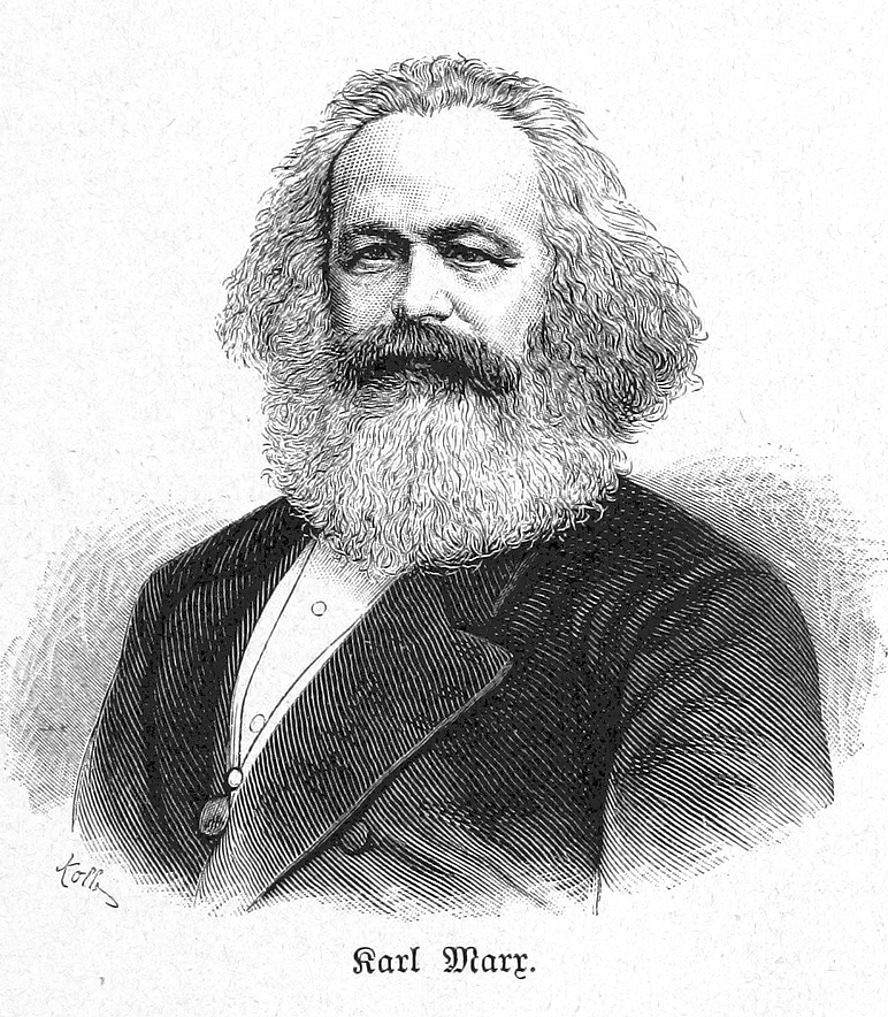
Karl Marx.

El tercer capítulo resume la dialéctica en relación con las luchas económicas y sociales, esencialmente haciendo eco de las palabras de Karl Marx. Comienza exponiendo la "concepción materialista de la historia", donde la base de todo orden social "es determinada por lo que la sociedad produce y cómo lo produce y por el modo de cambiar sus productos". Las causas de todos los cambios sociales "han de buscarse no en la filosofía, sino en la economía de la época". La clase dominante vigente es la burguesía, con lo que Marx llama modo capitalista de producción, pero "las nuevas fuerzas productivas desbordan ya la forma burguesa en que son explotadas" y el socialismo moderno no es más que el reflejo de este conflicto material en la mente de la clase obrera. 
Este conflicto surge de la industrialización de los medios de producción "sólo manejables por una colectividad de hombres", siendo imposible considerar la producción como propia. Los productos toman la forma de mercancía, surgiendo así el "el capital comercial, la industria artesana y el trabajo asalariado" como "formas de apropiación de la producción de mercancías". Con la concentración de los medios de producción en grandes talleres el propietario se había apropiado del producto, "aunque éste ya no era un producto suyo, sino fruto exclusivo del trabajo ajeno". Es en la contradicción producción social y apropiación capitalista el germen de todo conflicto actual como antagonismo entre la burguesía y el proletariado, quienes "no poseían más que su propia fuerza de trabajo". En la sociedad productora de mercancías se produce una "anarquía de la producción" donde "los productores pierden el mando sobre sus propias relaciones sociales" al solo buscar beneficios. Esta anarquía surge de la organización de la producción con carácter social. Fue con la gran industria y la implantación del mercado mundial lo que le dio carácter universal a una "lucha darwinista por la existencia individual, trasplantada, con redoblada furia, de la naturaleza a la sociedad". Esta anarquía tendrá fin por el proletariado. 
La producción capitalista engendra crisis cíclicas nacidas de la superabundancia que se repiten años después. "De una parte, el modo capitalista de producción revela, pues, su propia incapacidad para seguir rigiendo sus fuerzas productivas. De otra parte, estas fuerzas productivas acucian con intensidad cada vez mayor a que se elimine la contradicción, a que se las redima de su condición de capital, a que se reconozca de hecho su carácter de fuerzas productivas sociales". Mediante los trust el libre mercado se trueca en monopolios y el Estado interviene planificando la economía de la producción. Aunque la propiedad del Estado sobre las fuerzas productivas no es solución del conflicto, alberga ya en su seno el medio para llegar a la solución: "reconocer de un modo efectivo el carácter social de las fuerzas productivas modernas y por lo tanto en armonizar el modo de producción, de apropiación y de cambio con el carácter social de los medios de producción". Con ello terminará la anarquía social de la producción y dejará el puesto a una reglamentación colectiva de la producción "acorde con las necesidades de la sociedad y de cada individuo". La intervención del Estado en las relaciones sociales se hará superflua llegando a extinguirse.
"Por vez primera, se da ahora, y se da de un modo efectivo, la posibilidad de asegurar a todos los miembros de la sociedad, por medio de un sistema de producción social, una existencia que, además de satisfacer plenamente y cada día con mayor holgura sus necesidades materiales, les garantiza el libre y completo desarrollo y ejercicio de sus capacidades físicas y espirituales. Al posesionarse la sociedad de los medios de producción, cesa la producción de mercancías, y con ella el imperio del producto sobre los productores. La anarquía reinante en el seno de la producción social deja el puesto a una organización armónica, proporcional y consciente. Cesa la lucha por la existencia individual y con ello, en cierto sentido, el hombre sale definitivamente del reino animal y se sobrepone a las condiciones animales de existencia, para someterse a condiciones de vida verdaderamente humanas."

## Secuela propuesta

Estatuas de Karl Marx y Friedrich Engels en Biskek, Kirguistán.

Del socialismo utópico al socialismo científico fue una de las publicaciones socialistas más vendidas y más leídas del período 1880 a 1910. Posteriormente se hicieron planes para adaptar otra sección de Anti-Dühring para una audiencia popular, y tres capítulos de la Parte 2, cada uno titulado "The Theory of Force", fueron seleccionados para esta nueva publicación. Además, Engels deseaba escribir un nuevo cuarto capítulo, demostrando para el lector alemán "el papel muy importante desempeñado por la fuerza en la historia de su propio país".
Engels comenzó este capítulo tratando la historia de Alemania entre la revolución de 1848 y la ascensión al cargo de canciller por Otto von Bismarck en 1871, con referencia particular a la política de "sangre y hierro" de Bismarck. Sin embargo, las limitaciones de tiempo relacionadas con la edición de Engels de los volúmenes posteriores de Das Kapital lo llevaron a dejar a un lado el manuscrito, y el proyecto.
Este material del libro corto propuesto, Die Rolle der Gewalt in der Geschichte (El papel de la fuerza en la historia), finalmente se imprimió en traducción inglesa en 1968.